# Vaitele
Vaitele – miejscowość w Samoa, na wyspie Upolu. Według danych oficjalnych na rok 2016 liczy prawie 8 tys. mieszkańców.